# Grupo terminal

Exempio de fórmula química de um polímero (poliprenol); neste caso os grupos terminais são -H e -OH.

Na química dos polímeros e macromoléculas, um grupo terminal é uma unidade constitutiva (um átomo ou grupo de átomos) localizada numa extremidade de uma macromolécula ou oligómero.
Um polímero linear é constituído por dois grupos terminais e por um elevado número de unidades estruturantes repetitivas. Cada grupo terminal está ligado a uma só unidade repetitiva.